# Stella (2008)
Stella is een Frans drama uit 2008 onder regie van Sylvie Verheyde.

## Verhaal
In het jaar 1977 begint de 11-jarige Stella Vlaminck een nieuw schooljaar in de brugklas van een chic lyceum aan de buitenrand van Parijs. Haar ouders, Serge en Roselyne, runnen een arbeiderscafé waar steeds dezelfde dronken gasten hun aandacht opeisen. Stella vecht zichzelf door de hardheid van haar nieuwe leven zonder liefde van de verzorgers die haar uit haar geliefde noorden hebben verdreven. Vaste klant Alain Bernard vormt een veilige baken voor een meisje dat de luidruchtige klandizie niet of nauwelijks kan verdragen.
Op het lyceum moet Stella wennen aan een andere docent voor ieder schoolvak: M. Cotenson voor wiskunde, Mme. Huchon voor natuurkunde, Mme. Douchewsky voor Engels, M. Larpin voor Frans en Mme. Tillier-Dumas voor geschiedenis en aardrijkskunde. Met klasgenoten als Laurence Faguay, Nathalie Corbière, Isabelle Porthéous en Alexandre Bergeron wordt Stella niet voorzien van het welkome gevoel dat een nieuwe leerling behoeft om prestaties van enig niveau te kunnen leveren. Als Stella nader contact zoekt met Gladys Fernandez, ontwikkelt het onzekere meisje haar enige werkelijke vriendschap in een stad die ver weg staat van waaraan ze zich in Saint-Venant, een dorp in het departement Pas-de-Calais, heeft geconformeerd. Gladys verschaft Stella een gevoel van eigenwaarde die ze nodig heeft in haar eenzame weg naar volwassenheid.
Tijdens de vakantie reist Stella met haar ouders naar Saint-Venant om grootmoeder en tante met een bezoek te verblijden, maar haar interesse gaat louter uit naar het weerzien met Geneviève, haar beste vriendin. Genevièves vader is een zonderlinge verschijning, maar weerhoudt de hartsvriendinnen er niet van om Stella's verblijf in het noorden voornamelijk te besteden aan het per fiets verkennen van de omgeving.
Het huwelijk van Stella's ouders loopt een immense deuk op wanneer Roselyne zich tijdens een voetbalwedstrijd met Tony, Serges beste vriend, overgeeft aan de geneugten van overspel. Na de vakantie spreken vader en moeder geen woord meer tegen elkaar, waardoor de sfeer in het arbeiderscafé eveneens naar het absolute nulpunt daalt. Na een gewelddadig incident op school (waarbij de directrice Stella en Roselyne met een waarschuwing de deur wijst) en een neerwaartse spiraal in Stella's resultaten lijkt het verbale staakt-het-vuren tussen haar ouders de druppel die Stella in de valkuil der puberteit zal doen belanden. Als Bubu, een vunzige buurtgenoot, het meisje op intieme wijze bejegent, neemt Stella verward de benen, laat zich enigszins troosten door de jonge Loïc, maar het is uiteindelijk de stoer ogende Eric die haar brengt tot prestaties die ze zelf niet voor mogelijk heeft gehouden en de ware betekenis van liefde onderwijst.

## Rolverdeling
- Léora Barbara - Stella Vlaminck
- Benjamin Biolay - Serge Vlaminck
- Karole Rocher - Roselyne Vlaminck
- Dominique Derose - grootmoeder Stella
- Marie Hennerez - tante Stella
- Mélissa Rodriguès - Gladys Fernandez
- Miguel Benasayag - vader Gladys
- Angélique Benassayag - moeder Gladys
- Laëtitia Guerard - Geneviève
- Marc Bodziac - vader Geneviève
- Guillaume Depardieu - Alain Bernard
- Thierry Neuvic - Yvon
- Johan Libéreau - Loïc
- Jeannick Gravelines - Bubu
- William Wayolle - Eric
- Clémence Lassalas - Laurence Faguay
- Laura Martin - Nathalie Corbière
- Inès Ferrer - Isabelle Porthéous
- Maxence Thorey - Alexandre Bergeron
- Yolaine-Anne Gliott - directrice lyceum
- Nicolas Janny - M. Cotenson
- Christel Dewynter - Mme. Huchon
- Anne Benoît - Mme. Douchewsky
- Christophe Bourseiller - M. Larpin
- Valérie Stroh - Mme. Tillier-Dumas
- Jacky Roure - Jacky
- Farid Djouassi - Farid
- Karim Canama - Momo
- Walter Shnorkell - Riton
- Marceau Gorce - jongen uit noorden
- Alexandre Ducrocq - jongen uit noorden
- Axel Torque - jongen uit noorden